# Řeřišnice křivolaká
Řeřišnice křivolaká (Cardamine flexuosa) je druh rodu řeřišnice, nízká, nenápadná, vlhkomilná, ekonomicky bezvýznamná planě rostoucí rostlina s bílými kvítky.

## Rozšíření
Řeřišnice křivolaká je v úzkém taxonomickém pojetí evropským druhem. Roste, vyjma oblastí okolo Egejského moře a na Islandu, téměř v celé Evropě.
V České republice se vyskytuje místy roztroušeně až hojně, těžiště rozšíření je ve vyšších polohách kde je chladnější a vlhčí podnebí. Je velice vzácná v Polabí a zcela chybí na jižní Moravě. Požaduje kyselejší výživné půdy s vyšším obsahem dusíku a stinná vlhčí stanoviště. Nejčastěji je k nalezení na mokřadech v okolí pramenišť, lesních potoků a jezírek, okolo zastíněných cest i ve vlhkých příkopech.

## Taxonomie
Je jedním z velmi variabilních druhů čeledi brukvovitých a jsou do něj v širším pojetí řazeny i rostliny pocházející z východní Asie. Rostliny z Evropy jsou tetraploidní (2n = 32) a z Asie jsou oktoploidní (2n = 64). Evropské se sekundárně rozšířily do Severní Ameriky, asijské do celé Ameriky, Afriky a Austrálie; v Severní Americe rostou na stejných lokalitách.
Asijské rostliny jsou někdy prozatímně řazeny do poddruhu Cardamine flexuosa subsp. debilis s tím, že bude perspektivně uznán na úrovni nového druhu.

## Popis
Rostlina s větším počtem řídce chlupatých lodyh vysokých 10 až 25 cm, rostoucí z přízemní listové růžice, a s tenkým hustě větveným kořenem. Lodyhy jsou přímé nebo vystoupavé, jednoduché neb již od spodu rozvětvené a často zprohýbané. Přízemní listy s dlouhými řapíky jsou lichozpeřené, mají až 10 párů řapíčkatých vejčitých lístků které jsou po obvodě vroubkované nebo mělce laločnaté, koncový lístek je větší než ostatní. Lodyžní listy, bývají tři až deset, jsou obdobného tvaru, mají kratší řapíky nebo jsou přisedlé a mají jen dva až pět párů vejčitých až podlouhlých lístků. Přízemní i lodyžní listy jsou v době kvetení ještě zachovalé.
Oboupohlavné čtyřčetné květy na stopkách vytvářejí na koncích lodyh nebo větví, v počtu 10 až 30, hroznovitá květenství která se prodlužují v době tvorby plodů. Úzce elipsovité kališní lístky s blanitým lemem bývají 1,5 mm dlouhé. Obvejčité až obkopinaté, na vrcholu okrouhlé korunní lístky bílé barvy jsou dlouhé 2,5 až 3,5 mm. Rozšířená čnělka nese polokulovitou bliznu, šest tyčinek je zakončeno žlutými prašníky. V nížinách kvete obvykle od dubna do června, ve vyšších polohách i o dva měsíce později.
Plodem řeřišnice křivolaké je šešule 20 až 30 mm dlouhá vyrůstající na šikmo nebo přímo odstávající stopce a obsahující podlouhlá hnědá semena asi 1 mm velká. Chlopně zralých šešuli jsou pružné a odmršťují zralá semena po okolí. Tento druh se rozmnožuje výhradně semeny.

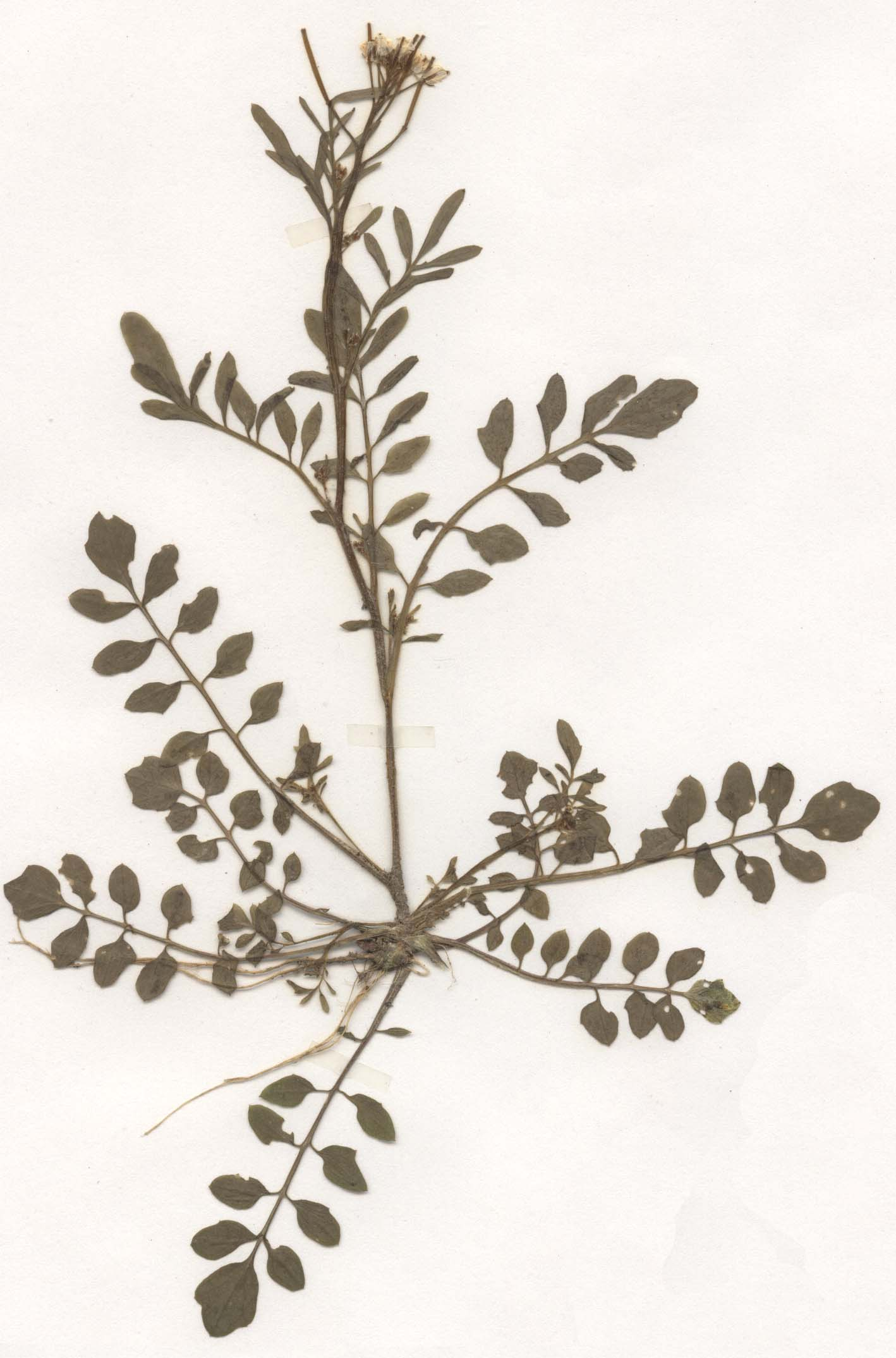
Nákres řeřišnice křivolaké
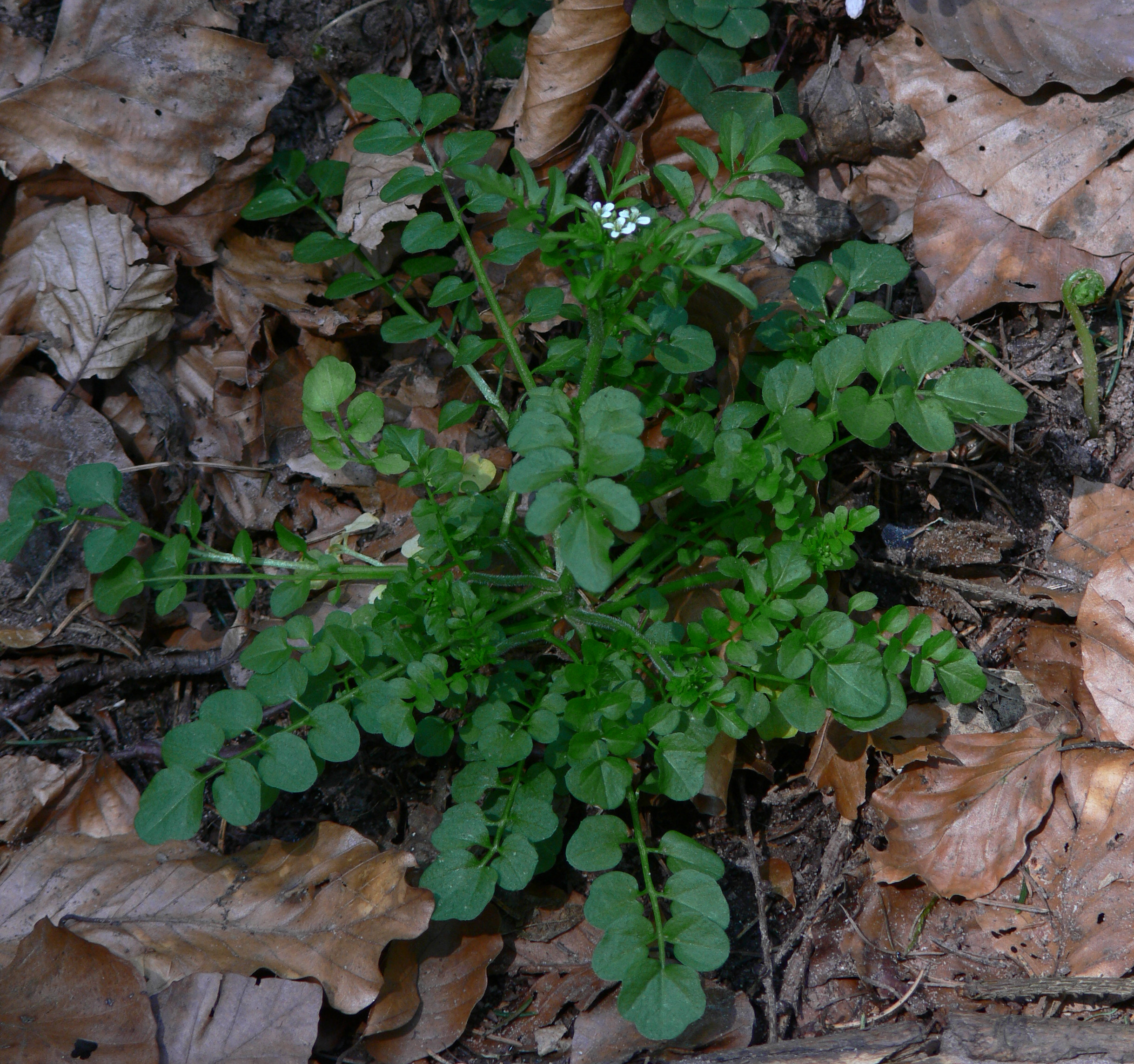
Listová růžice
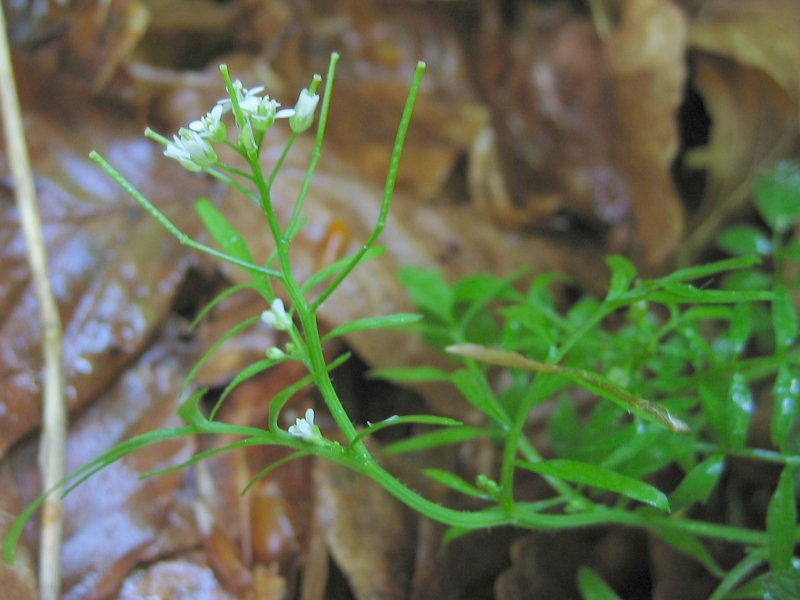
Prodlužující se hrozen s květy a šešulkami